# Hadar Kronberg
Lennarth Hadar Kronberg, född 3 januari 1952, är en svensk sångare och musiker. Han tävlade under artistnamnet Hadar i den svenska Melodifestivalen 1975 med sin egenskrivna låt Lady Antoinette. Han ackompanjerades av gruppen Glenmarks. Låten slutade på sjätte plats och blev en stor hit. 
Från 1980 till sin pensionering 2017 undervisade Kronberg på Lexby skola i Partille med huvudinriktning musik.
Kronberg är medlem i Moderaterna, och är sedan valet 2022 ledamot av kommunfullmäktige i Partille kommun och ordförande i bygg- och miljönämnden.